# Хелиограф
Хелиограф је инструмент за мерење трајања Сунчевог сјаја. Назив хелиограф је грчког порекла, настао од речи helios што значи Сунце и graphein односно писати. Главни део састоји се од масивне стаклене лопте чији је пречник 9-12 cm . Она служи као сабирно сочиво у чијој се жижи концентришу Сунчеви зраци. Они прогарају хелиографске траке, које се налазе иза лопте у посебној металној шкољки и поклапају се са жижом. Хелиограф се налази у метеоролошким станицама првог реда, односно онима које врше осматрања и мерења најмање 4 елемента (притисак, температура, влажност ваздуха и правац ветра), а поред тога још испитивање високих слојева атмосфере и актинографска мерења.

## Кембел-Стоксов хелиограф
Главни делови Кембел-Стоковог хелиографа су стаклена лопта, иза које је на удањености жиже причвршћена метална шкољка, која представља део лоптасте површине. На њеној унутрашњој страни су три пара усека, у које се стављају одговарајуће хелиографске траке. Најмања или зимска трака ставља се у горње усеке, а најдужа или летња у доње. Средња или пролећна односно јесења трака поставља се средњи пар усека. На спољашњој страни шкољке је скала, учвршћена за постоље. Скала служи за постављање шкољке у положај који одговара географској ширини метеоролошке станице. На тракама су часови означени римским бројевим. Трака се поставља тако да центар лопте и цифра XII на траци леже у смеру S-N, односно у равни меридијана. Када се тако постави, трака се учвршћује у шкољци посебним клином. Цео инструмент лежи на хоризонталној металној плочи.
Кембел-Стоков хелиограф назива се још и обичан хелиограф. Погодан је за регистровање трајања Сунчевог сјаја само у средњим ширинама. Лети се не може искористити у крајевима севернијим од 56° с. г. ш, јер је тада Сунце на северној страни неба, па његови зраци не могу пасти на хелиографску траку која је увек окренука ка југу.
Кембел-Стоков универзални хелиограф се обавезно употребљавану вишим географским ширинама, мада га имају и станице у екваторијалној области. Његова шкољка је покретна и може се подесити тако да Сунчеви зраци увек падају на хелиографску траку, без обзира на његову висину и географску ширину. Његове хелиографске траке имају једнаке дужине. Права трака се користи у јесен и пролеће, а лучне лети и зими.

## Методе рада
За одређивање дневног тока Сунчевог сјаја узети су часови од 6 до 18, мада га у летњим месецима има и пре и после тог времена. Дужина трајања Сунчева сјаја одређује се по прогоретини на хелиографској траци. Она је непрекидна ако је Сунце сијало целог дана. Али, ако је она испрекидана, Сунце је тада било иза облака. Збир дужина прогоретина на хелиографској даје дужину трајања Сунчевог сијања. Трака се мења увече, по заласку Сунца. Међутим, ако у току дана уопште није било Сунчевог сјаја, она се оставља, али се на њеној задњој страни запише: "...датума није било Сунчева сјаја целог дана". Стаклена лопта хелиографа мора се свакодневно обрисати фланелском крпом или јеленском кожицом. Да би правилоно регистровала Сунчев сјај, лопта мора да буде потпуно чиста. Трајање Сунчева сјаја изражава се у часовима на дан или у месецу. Оно се повећава од поларних према тропским крајевима. Највише Сунчева сјаја имају пустиње у субторпском појацу. У јужној Либији, горњем Египту и доњем Судану Сунце сија годишње просечно преко 4000 часова, управо колико и у Атакамској пустињи и крају око ушћа Колорада. Сахара је у целини обухваћена годишњом изохелом од 3000 часова, а такође Арабија, Ирак, јужни Иран, Авганистан, западни Пакистан, северозападна Индија и запад у САД, а на јужној полулопти северни део Чилеа, највећи део јужне Африке и Велика Аустралијска пустиња. У облачним и кишним екваторијалним крајевима трајање Сунчева сјаја износи годишње мање од 1400 часова у западној Амазонији, а у већем делу слива Конга мање од 2000 часова. У Југославији највеће трајање Сунчева сјаја има Хвар - 2749 часова.